# 유쿠하시역
유쿠하시역(일본어: 行橋駅)은 일본 후쿠오카현 유쿠하시시에 위치한 규슈 여객철도, 헤이세이 치쿠호 철도 소속 철도역이며, 닛포 본선, 다가와 선의 정차역이다.

## 개요
후쿠오카 현 동부에 위치하는 게이치쿠 지역의 중심 도시 · 유쿠하시 시의 대표역에서, JR 규슈의 역은 특급 열차를 포함한 전 열차가 정차한다. 헤이세이 치쿠호 철도의 역에 대해서는 당역의 가까운 곳에도 점포를 짓는 쇼핑센터 「유메 타운」을 운영하는 이즈미가 네이밍 권리를 취득해, 2009년 4월 1일부터 애칭 역명이 유메타운 유쿠하시 역이 되고 있다. 
 JR 규슈의 닛포 본선과 헤이세이 치쿠호 철도의 다가와선의 2개 노선이 노선 연장한다. 다가와 선은 당역이 기점이다.

## 역 구조 및 승강장
섬식 홈 2면 4선으로 닛포 본선 상행선 승강장(3번 승강장)의 남단에 위치해 플랫폼의 헤이세이 치쿠호 철도선 승강장이 설치되는 고가역. 헤이세이 치쿠호 철도선 플랫폼 및 지평부에 통하는 계단은 JR 개찰외에 있어, 자유롭게 출입할 수 있다(엘리베이터는 없다). 승차권은 지평부에 설치되어 있는 자동 매표기로 구입하지만, 차내에서 현금지불도 가능. 
 헤이세이 치쿠호 철도 플랫폼과 닛포 본선 상행 플랫폼과의 경계로 환승 개찰구가 있어, JR의 자동 매표기가 설치되어 있다. 닛포 본선 플랫폼에 있는 엘리베이터를 이용하는 경우는, 헤이세이 치쿠호 철도의 승차권(하차의 경우는 운임 지불필의 검인을 누른 정리권을 포함한다)을 제시하는 것으로써 JR개찰구 - 상행선 플랫폼 - 환승 개찰구의 사이를 통행할 수 있다. 
 서점은 JR 규슈 직영역에서 발권 창구가 설치되어 있다. 헤이세이 치쿠호 철도 환승구는 규슈 교통 기획에 업무를 위탁하고 있다. 자동 개찰기를 갖추어 와이와이 카드 이용가능. 2009년 도입의 SUGOCA 이용 가능역이다. 여행 센터 ·ATM 코너 · 역 렌트카 · 키오스크가 있다.
| 1     | ■ JR 닛포 본선                   | (하행) | 나카쓰 · 우사 · 야나기가우라 방면           |
| 1     | ■ JR 닛포 본선                   | (상행) | 고쿠라 · 모지 항 · 시모노세키 방면          |
| 2     | ■ JR 닛포 본선                   | (하행) | 나카쓰 · 벳푸 · 오이타 · 미야자키 방면      |
| 3 · 4 | ■ JR 닛포 본선                   | (상행) | 고쿠라 · 하카타 · 모지 항 · 시모노세키 방면 |
| 5     | ■ 헤이세이 치쿠호 철도 다가와 선 |        | 다가와이타 · 노가타 방면                    |

## 역 주변
- 유쿠하시 시청
- 교토 호텔
- 후쿠오카 지방 검찰청 유쿠하시 지부
- 후쿠오카 지방 경찰청 유쿠하시 경찰서
- 유쿠하시 세무서
- 유쿠하시 간이 재판소
- 유메타운 유쿠하시

## 인접 역
| 닛포 본선                      | 닛포 본선                        | 닛포 본선                         |
| ------------------------------ | -------------------------------- | --------------------------------- |
| 조노 고쿠라 방면               | ■ 쾌속                           | 쓰이키 우사 방면                  |
| 오바세니시공대 앞 고쿠라 방면  | ■ 보통                           | 미나미유쿠하시 가고시마 중앙 방면 |
| 헤이세이 치쿠호 철도 다가와 선 |                                  |                                   |
| 시·종착역                      | ■ 헤이세이 치쿠호 철도 다가와 선 | 미야코이즈미 다가와이타 방면      |